# Sacha Alessandrini
Sacha Alessandrini (* 7. Juni 1999 in Nantes) ist eine französische Hürdenläuferin, die sich auf die 100-Meter-Distanz spezialisiert hat.

## Sportliche Laufbahn
Erste internationale Erfahrungen sammelte Sacha Alessandrini im Jahr 2015, als sie beim Europäischen Olympischen Jugendfestival in Tiflis im Hürdensprint in 13,95 s den sechsten Platz belegte und mit der französischen 4-mal-100-Meter-Staffel in 46,67 s die Silbermedaille gewann. Im Jahr darauf belegte sie dann bei den erstmals ausgetragenen Jugendeuropameisterschaften ebendort in 13,85 s den siebten Platz. 2018 belegte sie bei den U20-Weltmeisterschaften in Tampere in 13,34 s den vierten Platz und verpasste auch mit der Staffel in 44,24 s als Vierte knapp eine Medaille. 2019 nahm sie im 60-Meter-Hürdenlauf an den Halleneuropameisterschaften in Glasgow teil und schied dort mit 8,28 s in der ersten Runde aus. Bei den World Relays in Yokohama scheiterte sie mit 56,56 s in der Vorrunde und bei den U23-Europameisterschaften in Gävle wurde sie in 13,12 s Vierte. 2021 belegte sie dann bei den U23-Europameisterschaften in Tallinn in 13,15 s den fünften Platz über die Hürden und gewann im Staffelbewerb in 44,15 s die Bronzemedaille hinter den Teams aus Deutschland und Spanien. 2025 erreichte sie bei den Halleneuropameisterschaften in Apeldoorn das Semifinale über 60 m Hürden und schied dort mit 8,08 s aus.
2019 wurde Alessandrini französische Hallenmeisterin im 60-Meter-Hürdenlauf.

## Persönliche Bestleistungen
- 100 m Hürden: 12,89 s (−0,2 m/s), 5. Juni 2021 in Nizza
  - 60 m Hürden (Halle): 7,99 s, 31. Januar 2025 in Miramas